# Dikarya
Dikarya är ett underrike till riket svampar som åtminstone innehåller stammarna Ascomycota och Basidiomycota. Namnet dikarya betyder "två kärnor". Alla dikarier har i något livsstadium dubbla cellkärnor, vilket är kännetecknet för underriket. Dikarierna skiljs från gisselsvamparna på att de saknar flageller, men i övrigt kan underriket behöva kompletteras med svampar från andra stammar.